# Helene Aeckerle

Helene Aeckerle

Helene Aeckerle (* 12. Januar 1875 in Arensburg, Oesel in Livland; † 27. September 1940 in Paderborn) war eine deutsche Autorin und Übersetzerin.

## Leben
Aeckerle kam in Arensburg zur Welt. Ihr Vater war Oberlehrer am städtischen deutschen Gymnasium. Später war sie in Berlin ansässig und arbeitete dort von 1919 an als Fürsorgerin in leitender Stellung. Sie veröffentlichte Prosa.
Zusammen mit Adda Goldschmidt übersetzte sie 1905 Wladimir Korolenkos Roman Der seltsame Mensch ins Deutsche.

## Werke
- Stille Wasser. Novellen. – Hamburg: Schultze, 1904
- Prismen. Weihnachtliche Geschichten. – Hamburg: Gutenberg-Verlag, 1906[3]
- Die Vagabundenkreatur. Märchen. (Zeitschriftenbeitrag in Moderne Kunst 28 (1913–1914), S. 231 ff.)

Übersetzung
- Wladimir Galaktionowitsch Korolenko: Der seltsame Mensch. Buchschmuck von Karl Holz. Schneider, Berlin 1923.